# ژو یو (بازیکن تنیس روی میز)
ژو یو (انگلیسی: Zhou Yu؛ زادهٔ ۱۹ مهٔ ۱۹۹۲) یک بازیکن تنیس روی میز اهل جمهوری خلق چین است. 
وی در مسابقات کشوری و بین‌المللی در مجموع برنده ۱ مدال طلا، ۱ مدال نقره، ۱ مدال برنز شده‌است.